# 音乐杂志
音乐杂志是一種专门介绍音乐和音乐文化的杂志。此类杂志通常包含音乐新闻、音樂人面談、照片、随笔、唱片评论、音乐会评论等內容。

## 各國音樂雜誌

### 英國
在英國，音樂雜誌非常豐富。而《新音樂快遞》在1952年創刊以來一直擁有英國最大的發行數量。2018年3月發行最後一期印刷版，此後僅在網路發行電子版。

### 日本
日本的音樂雜誌可以追溯到 1890 年（明治23年）創刊的，目前認為是最早的出版物。進入20世紀後，音樂雜誌的種類增加，涵蓋的音樂類型也變得多樣化，包括流行音樂。
然而，在第二次世界大戰期間為了控管情報，在1941年（昭和16年）10月內閣情報局（內閣情報局，現為內閣情報調查室），將日本國內的音樂雜誌統合為6本，如：由山根銀二創立的音樂評論社（音楽評論社）出版的綜合性音樂雜誌、音樂之友社出版的，還有專門處理唱片音樂的唱片文化社（レコード文化社）出版的，厚生音樂雜誌（厚生音楽雑誌）出版的、，以及音樂新聞誌（音楽ニュース誌）《音楽文化新聞》等音樂相關的雜誌。

### 美國
在美國，主要的音樂雜誌包括《滾石》、《重拍》、《Spin》、以及《Clash》。
值得注意的是，《Billboard》這本雜誌並不是針對一般音樂愛好者，而是主要針對音樂產業相關人員作為主要讀者。雖然有時被稱為「無疑是現存最大的音樂雜誌」，儘管《Billboard》透過紙本媒體和廣播而普及，但它的排行榜通常並不被視為一般音樂雜誌的一部分。

### 台灣
台灣發行的音樂雜誌風格多元，內容包含翻譯文章、樂壇新聞、歌手訪問、心情隨筆等，因此仍未有確切的分類。